# Nedvězí (železniční zastávka)
Nedvězí je železniční zastávka nacházející se na trati Pardubice–Liberec u vesnice Nedvězí.

## Historie
Zastávka byla otevřena v roce 1923 na žádost obcí Nedvězí a Slaná z důvodů velké docházkové vzdálenosti obyvatel na nádraží Semily. Vybudována se zde byla malá zděná budova, kde bylo umístěno závorářské stanoviště a vytápěná čekárna pro cestující. Nástupiště zde bylo sypané, umístěné v oblouku.[zdroj?]
Na konci roku 2005 zde byl ukončen prodej jízdních dokladů, v roce 2009 bylo zrušeno i ovládání mechanických závor, a tak byla zastávka již úplně opuštěna. V roce 2015 bylo přemístěno staré nástupiště z oblouku do rovného úseku tratě, tentokrát již bylo zbudováno s pevnou hranou typu Tischer s výškou 300 mm nad temenem kolejnice.

## Popis
V zastávce se kromě zděné budovy dále nachází i malý přístřešek z vlnitého plechu, nástupiště je osvětleno 4 lampami. Je zde umístěn rozhlas. Žádné další služby však zastávka neposkytuje.[zdroj?]